# Manouk van der Meulen
Pour les articles homonymes, voir van der Meulen.
Manouk van der Meulen, née Manon Hélene van der Meulen le 2 avril 1961 à Rotterdam, est une actrice néerlandaise.

## Filmographie

### Cinéma et téléfilms
- 1982 : De Boezemvriend (nl) de Dimitri Frenkel Frank : Sofie[2]
- 1984 : Moord in Extase (nl) de Hans Scheepmaker : Monique[3]
- 1984 : De Weereld : Marijke
- 1986 : Het wassende water (nl) : Saartje
- 1987 : Zoeken naar Eileen (nl) : Hoertje
- 1987 : Donna Donna (nl) : la Patiente
- 1988 : Shadow Man (en) de Piotr Andrejew : Monique
- 1989 : Lost in Amsterdam (nl) de Pim de la Parra : Laura Binger[4]
- 1990 : Gifted (nl) : La modèle
- 1990 : Het Phoenix mysterie : Malou
- 1992 : State of Mind de Reginald Adamson : Barbara[5]
- 1992 : De nietsnut (nl) de Ab van Ieperen[6]
- 1993 : Dagboek van een zwakke yogi : Audrey van Romondt
- 1993 : Vrouwenvleugel (nl): Froukje Lok
- 1994 : Onderweg naar Morgen : Daphne Couwenberg-Reitsema-Simons
- 1995 : Een kleine Nachtmerrie : Marjolein Vroegop
- 1997 : Hufters & hofdames (nl) : Esthers moeder
- 1998 : Close Relations : Kaatya
- 1999 : De Boekverfilming (nl): Rôle inconnu
- 1999 :  Inspecteur Frost : Marijke Hoogenbloem
- 2000 : Rent a Friend (nl) de Eddy Terstall : Madame Pieters[7]
- 2003 : R.I.P. de Jan Doense : La femme[8]
- 2004 : De Erfenis (nl) : Elise Heydecoper
- 2004 : Baantjer : Ellen Monnickendam
- 2005 : Wallander : Enquêtes criminelles : Femme accompagnée de son chien
- 2006 : Paid : Anna
- 2011 : Levenslied (nl) : Natalie Lopez
- 2014 : Fashion Planet (nl) : Rebecca Johansson